# Diecezja Doba
Diecezja Doba (łac. Dioecesis Dobana) – diecezja rzymskokatolicka w Czadzie. Powstała w 1989.

## Biskupi diecezjalni
- Bp Michele Russo, M.C.C.I.  (1989-2014)
- Bp Martin Waïngue Bani (od 2017)